# Orca (accessibilité)
Orca est un lecteur d'écran libre et gratuit pour les déficients visuels pour les systèmes d'exploitation Linux, son développeur principal est Sun Microsystems. Orca permet de compenser le handicap visuel par la synthèse vocale, le braille et l'effet de loupe (c'est-à-dire le grossissement) pour des applications et des boîtes à outils basés sur AT-SPI, et donc de façon plus globale sur l'environnement de bureau GNOME. En résumé, c'est un lecteur d'écran et un logiciel d'agrandissement.
Orca étant inclus dans GNOME depuis la version 2.16, il est donc fourni par défaut avec de nombreuses distributions, notamment Ubuntu, openSUSE, ou la distribution spécialisée handicap visuel Vinux (en) (ainsi que des distributions moins répandues comme OpenSolaris, Trisquel).

## Anecdote sur le nom
Le nom Orca a été choisi en référence à JAWS, un logiciel sur Windows
Jaws est une allusion aux mâchoires du requin dans le film Les Dents de la mer (Jaws) de 1975
Orca est à la fois le nom d'une orque en anglais, le nom d'un bateau dans le film précédemment cité et le nom d'un film Orca de 1977, racontant l'histoire d'un orque mâle menant une vengeance meurtrière contre les hommes qui ont tué sa compagne.
Il existe un autre logiciel pour déficients visuels dont le nom est basé sur celui d'un mammifère marin, le dauphin : Dolphin

## Fonctionnement
Orca fonctionne de pair avec AT-SPI. Il utilise les informations fournies par celui-ci pour transmettre des données exploitables par les services d'accessibilité. Les services peuvent être des outils pour afficheurs braille, tels que BRLTTY, des logiciels de synthèse vocale, comme eSpeak, ou encore des outils de zoom.

Schéma de fonctionnement d'Orca.